# Contig

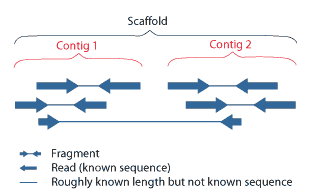
Überlappende Sequenzen aus der PET-DNA-Sequenzierung.

Ein Contig (von engl. contiguous = angrenzend, zusammenhängend) ist ein Satz überlappender DNA- oder Protein-Stücke (reads), die von derselben genetischen Quelle stammen. Ein solches Contig kann dazu genutzt werden, die Original-DNA-Sequenz dieser genetischen Quelle (z. B. die Sequenz eines Chromosoms) abzuleiten.
Eine Contig-Karte zeigt die relative Reihenfolge einer zusammengehörenden Contig-Bibliothek, die z. B. ein komplettes Chromosom darstellen.

## MAGs
Ein damit zusammenhängender Begriff ist ein MAG (metagenome-assembled genome ‚Metagenom-assembliertes Genom‘), das ein gesamtes aus solchen Bruchstücken zusammengesetztes vermutetes (vorhergesagtes) Genom bezeichnet.
Die durch fehlerhafte Aneinanderreihung entstandenen Sequenzen nennt man (Sequenz-)Chimären. zur Erkennung solcher Fehler wurde beispielsweise von Phil Hugenholtz ab 2001 das Programm Bellerophon entwickelt.

## Sequenzierung
Bei der DNA-Sequenzierung und insbesondere beim Shotgun Sequencing muss die DNA-Sequenz bzw. bei der De-Novo-Peptidsequenzierung muss die Aminosäuresequenz durch Aneinanderreihung der verschiedenen Contigs ermittelt werden. Für eine Genomsequenzierung wird zur Vorbereitung oftmals die genomische DNA fragmentiert und die Bruckstücke anschließend vervielfältigt. Die einzelnen DNA-Stränge besitzen dann unterschiedliche, teilweise überlappende Sequenzen, die durch die Aneinanderreihung die vollständige Sequenz ergeben.
Ein Contig entsteht unter der Annahme, dass die zugehörigen Reads korrekt sind. Es gibt aber bei allen bisher genutzten Sequenziermethoden Schwächen, die oft auch bekannt sind und deren Einfluss von den Herstellern zu minimieren versucht wird. Ein Contig kann auch schon aus einem einzelnen Read bestehen, aber jeder überlappende Read (am besten aus verschiedenen Richtungen oder sogar durch eine andere Sequenziermethode) erhöht die Wahrscheinlichkeit, dass hier die Wirklichkeit zu sehen ist.